# المشعيب (بني العوام)

تعديل مصدري - تعديل

المشعيب هي إحدى قرى عزلة بني غشيم بمديرية بني العوام التابعة لمحافظة حجة، بلغ تعداد سكانها 206 نسمة حسب تعداد اليمن لعام 2004.